# Menetou-Râtel
Menetou-Râtel és un municipi francès, situat al departament de Cher i a la regió de Centre – Vall del Loira. L'any 2007 tenia 489 habitants.

## Demografia

### Població
El 2007 la població de fet de Menetou-Râtel era de 489 persones. Hi havia 220 famílies, de les quals 72 eren unipersonals (32 homes vivint sols i 40 dones vivint soles), 84 parelles sense fills i 64 parelles amb fills.
La població ha evolucionat segons el següent gràfic:
Habitants censats

### Habitatges
El 2007 hi havia 309 habitatges, 227 eren l'habitatge principal de la família, 56 eren segones residències i 27 estaven desocupats. 302 eren cases i 7 eren apartaments. Dels 227 habitatges principals, 183 estaven ocupats pels seus propietaris, 33 estaven llogats i ocupats pels llogaters i 11 estaven cedits a títol gratuït; 2 tenien una cambra, 10 en tenien dues, 43 en tenien tres, 65 en tenien quatre i 106 en tenien cinc o més. 204 habitatges disposaven pel capbaix d'una plaça de pàrquing. A 110 habitatges hi havia un automòbil i a 91 n'hi havia dos o més.

### Piràmide de població
La piràmide de població per edats i sexe el 2009 era:
| Homes | Edats   | Dones |
| ----- | ------- | ----- |
| 0     | 95 o +  | 0     |
| 0     | 90 a 94 | 4     |
| 4     | 85 a 89 | 4     |
| 0     | 80 a 84 | 4     |
| 24    | 75 a 79 | 24    |
| 12    | 70 a 74 | 24    |
| 16    | 65 a 69 | 20    |
| 12    | 60 a 64 | 12    |
| 8     | 55 a 59 | 4     |
| 28    | 50 a 54 | 8     |
| 24    | 45 a 49 | 40    |
| 4     | 40 a 44 | 8     |
| 4     | 35 a 39 | 0     |
| 20    | 30 a 34 | 20    |
| 12    | 25 a 29 | 8     |
| 16    | 20 a 24 | 20    |
| 20    | 15 a 19 | 16    |
| 8     | 10 a 14 | 16    |
| 12    | 5 a 9   | 12    |
| 0     | 0 a 4   | 20    |

## Economia
El 2007 la població en edat de treballar era de 310 persones, 220 eren actives i 90 eren inactives. De les 220 persones actives 201 estaven ocupades (116 homes i 85 dones) i 19 estaven aturades (8 homes i 11 dones). De les 90 persones inactives 35 estaven jubilades, 31 estaven estudiant i 24 estaven classificades com a «altres inactius».

### Ingressos
El 2009 a Menetou-Râtel hi havia 214 unitats fiscals que integraven 463,5 persones, la mediana anual d'ingressos fiscals per persona era de 17.833 €.

### Activitats econòmiques
Dels 12 establiments que hi havia el 2007, 1 era d'una empresa alimentària, 2 d'empreses de fabricació d'altres productes industrials, 2 d'empreses de construcció, 3 d'empreses de comerç i reparació d'automòbils, 1 d'una empresa de transport, 1 d'una empresa d'hostatgeria i restauració, 1 d'una empresa de serveis i 1 d'una empresa classificada com a «altres activitats de serveis».
Dels 2 establiments de servei als particulars que hi havia el 2009, 1 era un paleta i 1 lampisteria.
Dels 3 establiments comercials que hi havia el 2009, 1 era una botiga de menys de 120 m², 1 una fleca i 1 una llibreria.
L'any 2000 a Menetou-Râtel hi havia 44 explotacions agrícoles que ocupaven un total de 2.835 hectàrees.

## Equipaments sanitaris i escolars
El 2009 hi havia una escola elemental integrada dins d'un grup escolar amb les comunes properes formant una escola dispersa.

## Poblacions més properes
El següent diagrama mostra les poblacions més properes.